# Lovns Sø
Louns sø er en sø i på Lovns Halvøen Himmerland i Vesthimmerlands Kommune , men var i stenalderen en vig af Limfjorden. I forbindelse med landhævningen efter sidste istid blev den afsnøret fra fjorden af den strandvold, som landsbyen Louns ligger på i dag. Denne ferskvandssø blev i 1800-tallet afvandet og anvendt til høslæt og græsning. I 1925 blev afvandingen yderligere forbedret ved hjælp af en pumpestation. I slutningen af 1980'erne havde engjorden sat sig så meget, at en ordentlig afvanding ville kræve en fornyet dræning og renovering af pumpestationen. Ideen til at genskabe søen opstod, og i 1995 kunne den retablerede sø indvies, efter at have været tørlagt i mere end et århundrede. Projektet er gennemført som en frivillig aftale mellem lodsejerene og Nordjyllands Amt uden økonomisk kompensation.
Søen dækker et areal på 40 ha. og dens største dybde er 1,5 meter.